# Вышнетуровецкое сельское поселение
Вышнетуровецкое сельское поселение— муниципальное образование в Покровском районе Орловской области России.
Создано в 2004 году в границах одноимённого сельсовета.  Административный центр — деревня Нижний Туровец.

## География
Расположено на северо-востоке Покровского района.

## Население
| 2010 | 2012 | 2013 | 2014 | 2015 | 2016 | 2017 |
| ---- | ---- | ---- | ---- | ---- | ---- | ---- |
| 421  | ↘407 | ↘382 | ↘375 | ↘355 | ↘353 | ↘327 |
| 2018 | 2019 | 2020 | 2021 | 2023 |      |      |
| →327 | ↗328 | ↗329 | ↘242 | ↘233 |      |      |

## Населённые пункты
В состав сельского поселения (сельсовета) входят 7 населённых пунктов:
| № | Населённый пункт | Тип     | Население (чел.) |
| - | ---------------- | ------- | ---------------- |
| 1 | Балчик           | деревня | ↘72              |
| 2 | Взаимопомощь     | деревня | 6                |
| 3 | Вышний Туровец   | деревня | 37               |
| 4 | Вязоватое        | деревня | 57               |
| 5 | Вязь-Выселки     | деревня | 1                |
| 6 | Нижний Туровец   | деревня | ↘206             |
| 7 | Трудки           | деревня | 42               |